# محمد بريول
محمد بريول (ولد سنة 1954 بفاس) فنان مغربي ينشط في مجال الموسيقى الأندلسية. هو مدير المعهد الموسيقي بفاس, كما أنه رئيس الجوق الأندلسي للمدينة منذ 1996, سنة وفاة سلفه وأستاذه عبد الكريم الرايس.

## حياته
ولد محمد بريول سنة 1954 بفاس من أسرة تنحدر من قبائل لحياينة. درس الموسيقى الأندلسية منذ الصغر في دار اعديل (أول معهد للموسيقي الأندلسية بالمغرب) بفاس، حيث درس على يدي شيخه وأستاذه عبد الكريم الرايس. ثم التحق بالمعهد الوطني للموسيقى والفن المسرحي بالرباط للتكوين في الموسيقى الغربية، قبل أن يعود إلى العاصمة العلمية سنة 1974 ليدرس في المعهد الموسيقي.
كان بريول أول مغربي يحصل على الجائزة الأولى في مادة الصولفيج وجائزة الشرف في الموسيقى الأندلسية، ما مكنه من التدريس بمعهدي فاس والرباط للموسيقى. حصل على جوائز في الموسيقى الأندلسية، من ضمنها جائزة المغرب في الآداب والفنون سنة 1985 عن مؤلفه «الموسيقى الأندلسية - نوبة غريبة الحسين» رواية عن الأستاذ عبد الكريم الرايس.
سنة 1992، تم توشيحه بوسام ملكي عن مشاركته في تسجيل ميزانين في أنطولوجية الموسيقى الأندلسية، وعيًن سنة 1996 مديرا للمعهد الموسيقي في فاس.
حصل سنة 1999 على جائزة أديسون للموسيقى الكلاسيكية بهولندا مقابل عمل يمزج بين الموسيقى الأندلسية والموسيقى الأوروبية في زمن القرون الوسطى. قدم هذا العمل بمعية الموسيقي الأمريكي جويل كوهن.